# Cesate
Cesate település Olaszországban, Lombardia régióban, Milánó megyében. Lakosainak száma 14 239 fő (2023. január 1.). Cesate Caronno Pertusella, Garbagnate Milanese, Limbiate, Senago és Solaro községekkel határos.

## Népesség
A település lakossága az elmúlt években az alábbi módon változott:
| Lakosok száma | 14 146 | 14 278 | 14 377 | 14 239 |
|               | 2013   | 2017   | 2018   | 2023   |